# Brüderkirche (Altenburg)

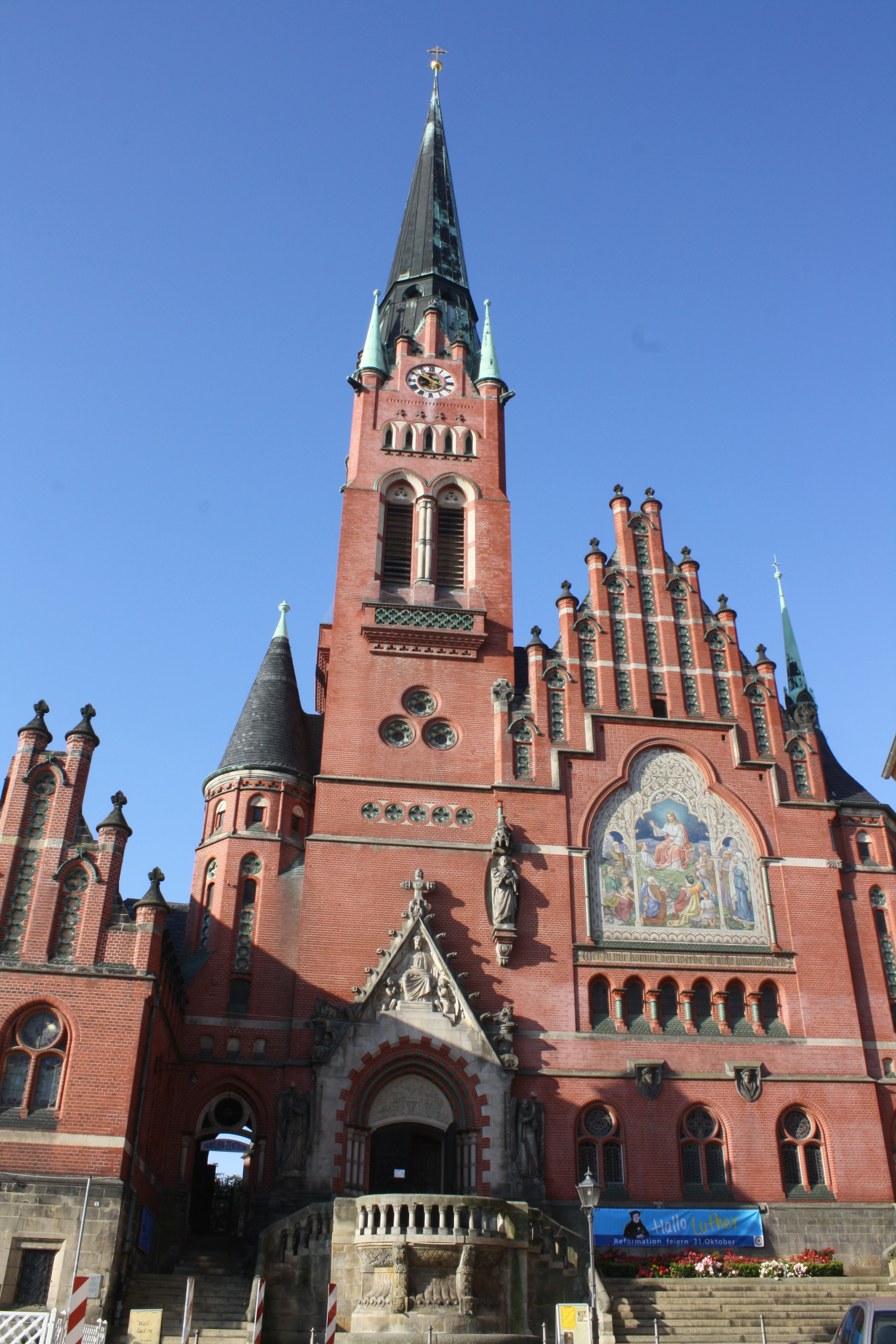
Altenburg Brüderkirche Portalseite, Neubau 1905

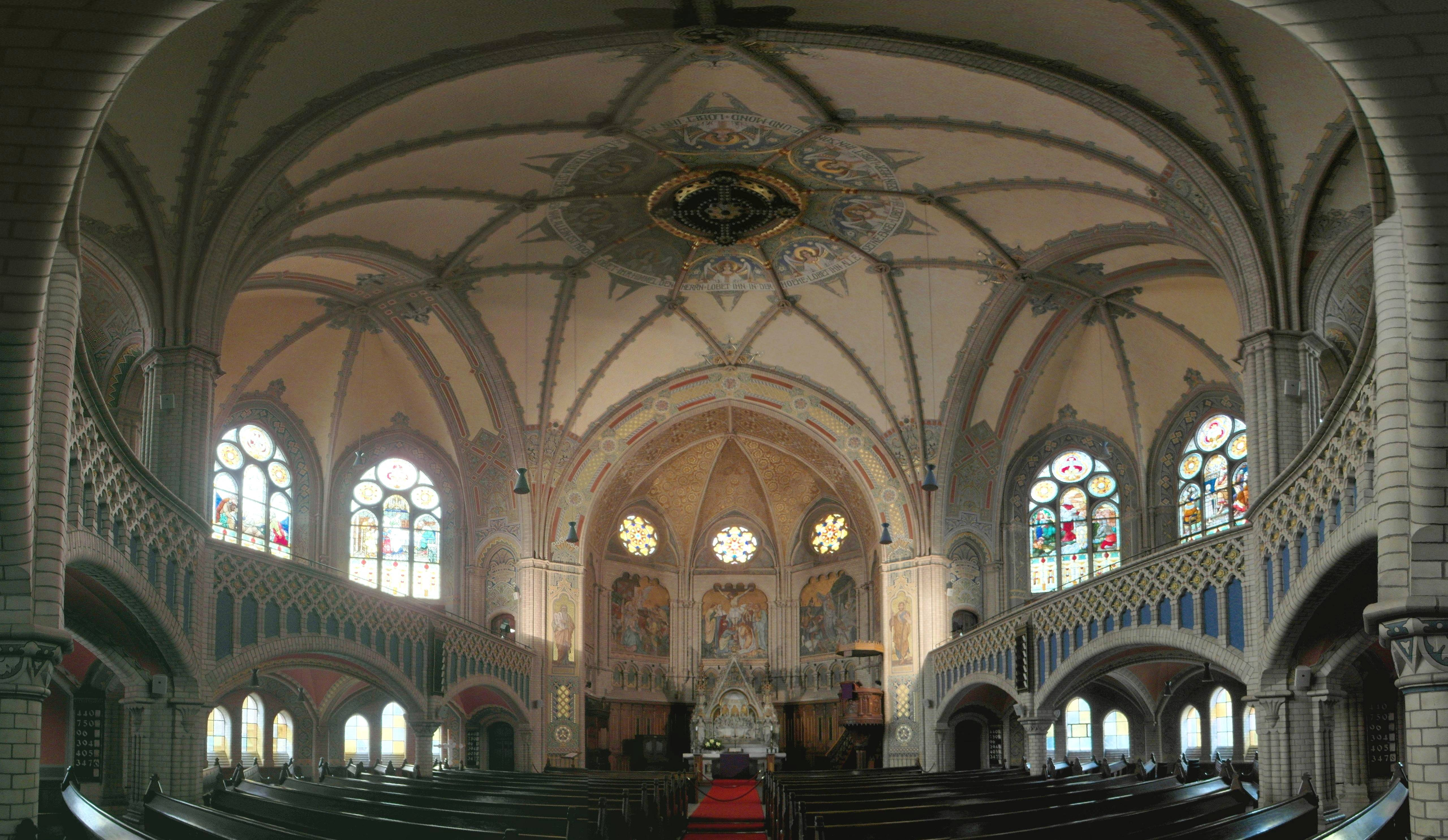
Brüderkirche Innenansicht

Die Brüderkirche ist eine evangelische Gemeindekirche in Altenburg, Thüringen. Sie liegt am westlichen Rand der Altstadt und beherrscht das Stadtbild. Ihren Namen erhielt sie vom Vorgängerbau, der Klosterkirche der Franziskaner oder Minderbrüder.
Sie wurde im Stil der Neugotik mit Beimischung von Jugendstil-Formen von Jürgen Kröger nach Abbruch der alten Kirche zwischen 1902 und 1905 errichtet. Der quadratische Zentralbau aus rotem Backstein mit hellen Elementen aus Werkstein hat polygonale Exedren an der Nord-, West- und Südseite. Die eklektizistische Fassadenarchitektur enthält spätromanische und frühgotische Bauformen. In der dem Markt zugewandten Fassade an der Ostseite befindet sich das Hauptportal, das über eine Freitreppe mit Brunnen erreicht wird. Im Zentrum der Ostfassade befindet sich ein großes Mosaik. Darüber erhebt sich ein mächtiger Staffelgiebel. Der 76 Meter hohe Glockenturm mit vier Fialtürmchen ist nach Süden versetzt. Die Kirche steht unter Denkmalschutz.

## Geschichte
Die Stadt Altenburg ist erstmals erwähnt in einer Urkunde Kaiser Ottos II. aus dem Jahre 976. Durch die Förderung des Kaisers Barbarossa entwickelte sich Altenburg im 12. Jahrhundert schon bald zu einer bedeutenden Kaiserpfalz. Auch das Augustiner-Chorherrenstift mit seiner Marienkirche beeinflusste die städtische Entwicklung. Schon Anfang des 13. Jahrhunderts kam es aber zwischen Bürgern und Augustiner-Chorherren zu erheblichen Interessengegensätzen. Die Altenburger Bürger bevorzugten deshalb die Brüder des 1210 gegründeten Franziskanerordens, die ab 1221 in Deutschland ansässig wurden und bereits zwischen 1228 und 1238 nach Altenburg kamen; im September 1242 fand hier ein Provinzkapitel der Sächsischen Franziskanerprovinz (Saxonia) statt, zu der der Konvent gehörte.
Den Franziskanern  – frates minores, daher auch Minoriten oder mindere Brüder genannt (und daher der Name „Brüderkirche“) – wurde Baugrund in unmittelbarer Nähe des Marktplatzes zugewiesen. Dort bauten sie 1270–1280 eine Klosteranlage mit Klosterkirche, Konventsgebäude mit Kreuzgang. Die Kirche hatte, entsprechend den franziskanischen Regeln als Bettelordenskirche, keinen Turm. Sie trug das Patrozinium der heiligen Katharina. 1493 übernahm der Konvent in Altenburg wie zahlreiche andere Klöster der Franziskanerprovinz Saxonia die Martinianischen Konstitutionen, eine gemäßigte Form der Observanzbewegung im Orden mit einer strengeren Auslegung des Armutsgelübdes, die auf einen Vermittlungsversuch des Papstes Martin V. 1430 zurückging. Zuvor hatte ab 1489 der Provinzialminister der Saxonia auf päpstliche Anordnung hin die Reform der Klöster in Altenburg und Weida eingeleitet; ein erster Schritt war es 1490, dass die Altenburger Franziskaner ihre Terminei in Schmölln verkauften, die ihnen als Stützpunkt beim Almosensammeln gedient hatte.
1522 wurde die Predigerstelle an der Stadtkirche St. Bartholomäi mit dem evangelischen Geistlichen Wenzeslaus Link besetzt. Im April 1522 hielt Martin Luther eine Predigt in der Franziskanerkirche. Der Lektor des Franziskanerklosters verteidigte in mehreren Predigten die katholische Lehre. Es kam zu einer brieflichen Auseinandersetzung zwischen den Franziskanern und dem Rat der Stadt Altenburg, in den auch der Landesherr, Kurfürst Friedrich von Sachsen einbezogen wurde und um Ausgleich bemüht war. 1525 übernahm der evangelische Prediger den Dienst in der Franziskanerkirche. Die Franziskaner wurden ins Rathaus zitiert, wo ihnen das Abhalten der Messe und das Beichtehören untersagt wurde. Damit war in Altenburg die Reformation eingeführt. 1525 kam Georg Spalatin als Nachfolger von Wenzeslaus Link nach Altenburg und wurde 1527 zum Visitator ernannt, 1528 zum Superintendenten des Altenburger Sprengels. Am 9. Februar 1529 wurde das Kloster aufgelöst; fünf der verbliebenen Franziskaner verließen Altenburg, zwei akzeptierten die vom Stadtrat in Aussicht gestellte Versorgung und blieben in der Stadt. Der Visitator übergab das Franziskanerkloster dem Stadtrat, somit wurde die Franziskanerkirche zweite Stadtkirche.

## Baugeschichte

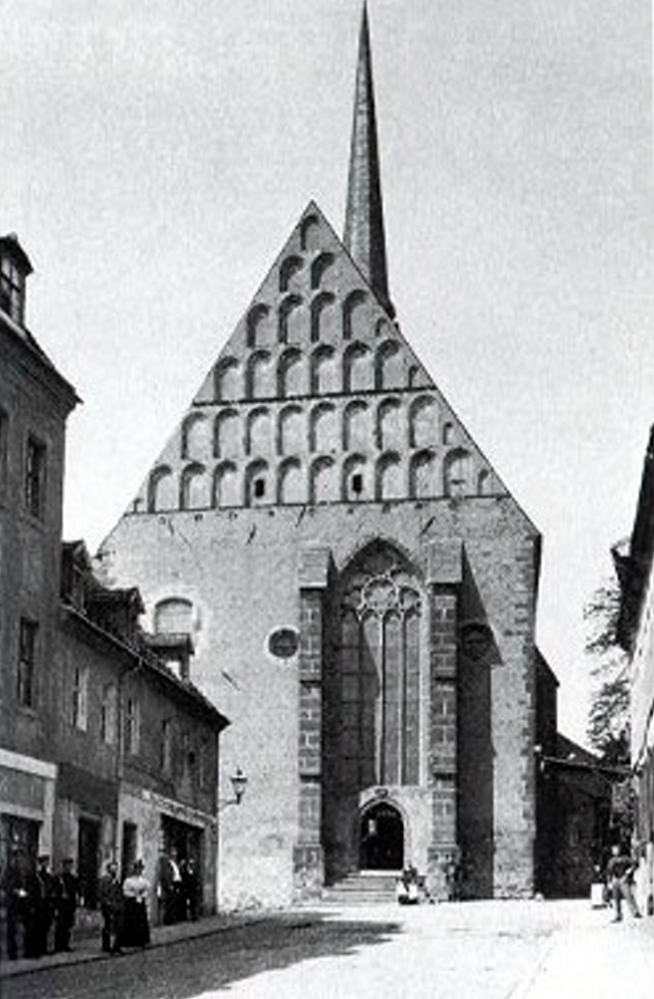
Die alte Brüderkirche vor dem Abriss 1901. Alte AK

### Die mittelalterliche Klosterkirche
Die Franziskanerkirche entstand im spätgotischen Stil als einschiffige Hallenkirche mit Sterngewölbe. Das Maßwerk der großen, hohen Spitzbogenfenster zeigte die für die Spätgotik typischen Fischblasen. Einen besonderen Schmuck erhielt der Ostgiebel durch sechs übereinander angeordnete Reihen von Blendarkaden, die mit Heiligenbildern bemalt waren. Von 1501 bis 1512 ließen Kurfürst Friedrich der Weise und sein Bruder Herzog Johann die Kirche wesentlich erweitern. Zu dieser Zeit wurde auch das spitzbogige Nordportal des Langhauses als Zugang für die Bürger gebaut. 1503 erhielt die Kirche auf dem vorderen Dachabschnitt einen hohen Dachreiter. Um 1797 wurde das Langhaus nach Westen erweitert. In der vermauerten Gruft unter der Brüderkirche befinden sich immer noch die Särge von Angehörigen des Altenburger Fürstenhauses aus der Zeit von 1627 bis 1675.

### Die heutige Gemeindekirche

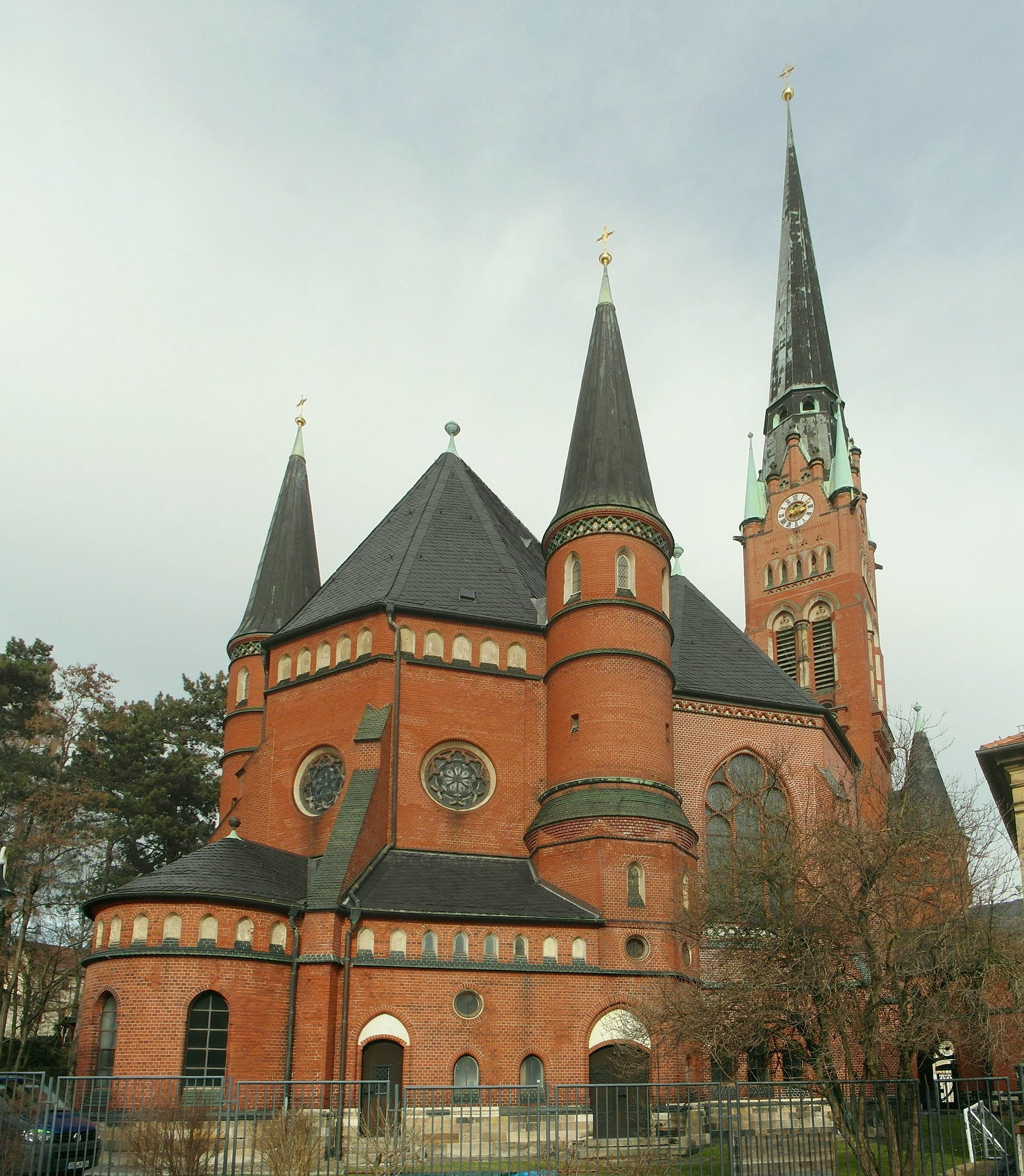
Brüderkirche, Ansicht von Süden. Neubau 1905

Ende des 19. Jahrhunderts erwies sich die alte Brüderkirche aufgrund des Bevölkerungszuwachses als zu klein. Da bereits irreparable Schäden auftraten, wurde für einen repräsentativen Neubau ein öffentlicher Wettbewerb für deutsche evangelische Architekten ausgeschrieben. Der Stil der Kirche als evangelisch-lutherische Predigtkirche mit 1.000 Sitzplätzen war freigestellt. Das Preisgericht unter Vorsitz von Johannes Otzen wählte aus 46 eingereichten Arbeiten den Entwurf des Architekten Jürgen Kröger aus. Am 18. Juli 1901 begann der Abbruch der baufälligen alten Kirche. Am 14. Mai 1902 erfolgte die Grundsteinlegung. Am 7. Mai 1905 wurde die neue Brüderkirche geweiht. Die Ausstattung der Bauzeit ist vollständig erhalten.

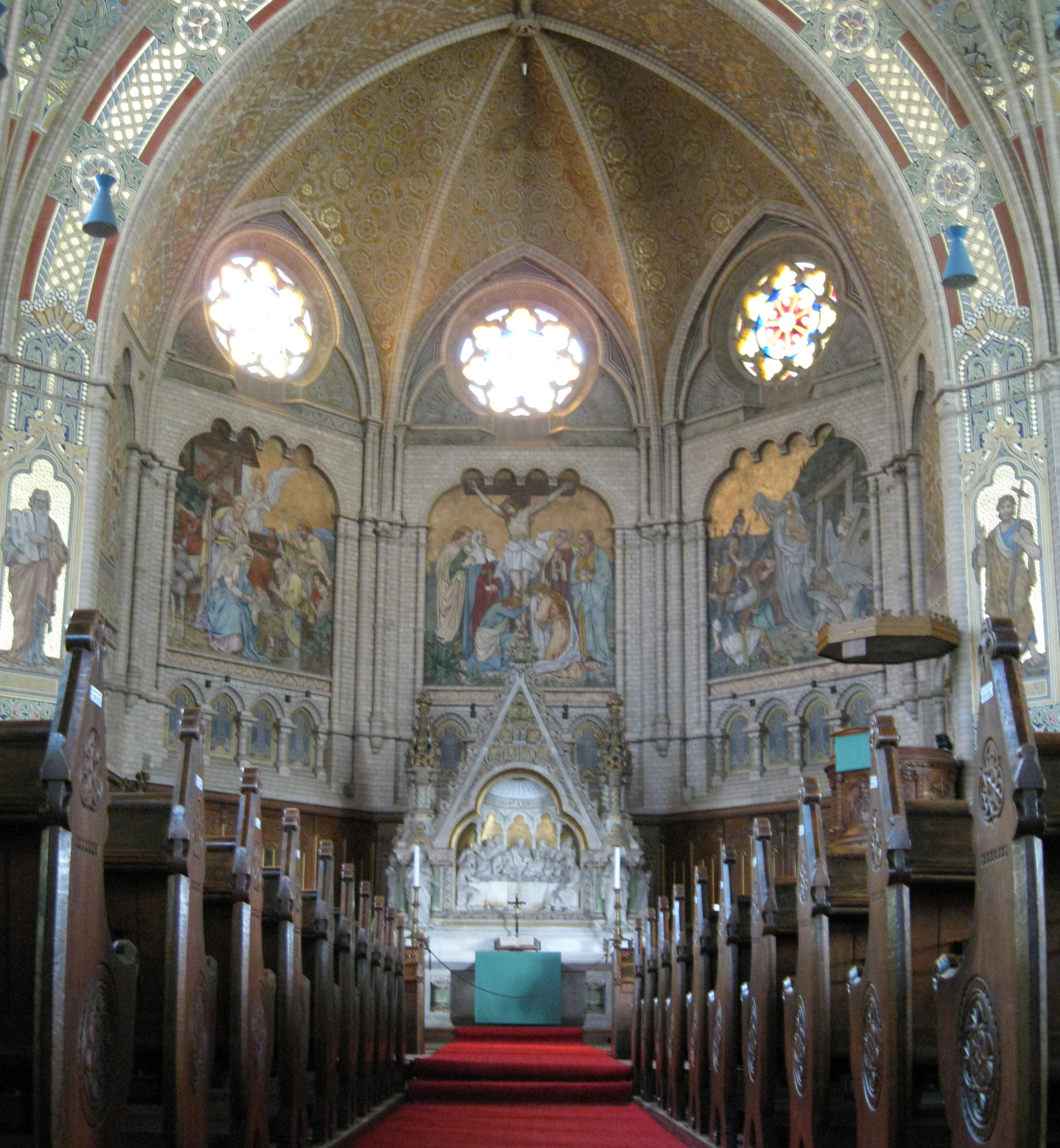
Altenburg Brüderkirche Chor

## Baubeschreibung

### Architektur und Bauschmuck
Der Rohbau wurde in Backstein ausgeführt. Der monumentale Treppenaufgang ist durch den Berghang bedingt, auf dem die Brüderkirche steht. Eine doppelarmige Freitreppe führt zu dem geräumigen Altan, der sich auf der linken Seite beim Hauptportal zu einem halbkreisförmigen Balkon erweitert. Das Portal wird von zwei Engelfiguren geziert, die Leuchter tragen. Das Mosaik am Ostgiebel stellt die Bergpredigt dar. Es stammt, wie auch die Wandgemälde in der Kirche, von Otto Berg. Die Fassade zeigt das von Richard Grüttner geschaffene überlebensgroße Standbild Martin Luthers, zur Erinnerung an seine Predigt in der alten Brüderkirche. Es steht in einer Nische in Form einer flachen Mandorla. Die Reliefbilder der schildförmigen Medaillons (ebenfalls von Grüttner) stellen die Reformatoren Georg Spalatin und Wenzeslaus Link dar.
Im Grundriss präsentiert sich die Brüderkirche als ein Zentralbau. Der Altarraum liegt entgegen sonstigem kirchlichen Brauch im Westen, da der Eingangsbereich auf der Marktseite im Osten liegt. Dem eigentlichen Kirchenbau vorgelagert sind rechts und links zwei Säle für Konfirmanden und Chor. Dazwischen befinden sich die Taufhalle, die Vorhalle und Treppenzugänge zu den Emporen, die den Zentralraum dreiseitig umgeben. Zwei freie Portalzugänge führen zu den Hof- und Gartenanlagen. Die Taufhalle hat Bleiglasfenster im Jugendstil. Das runde Taufbecken zeigt romanische Formen.

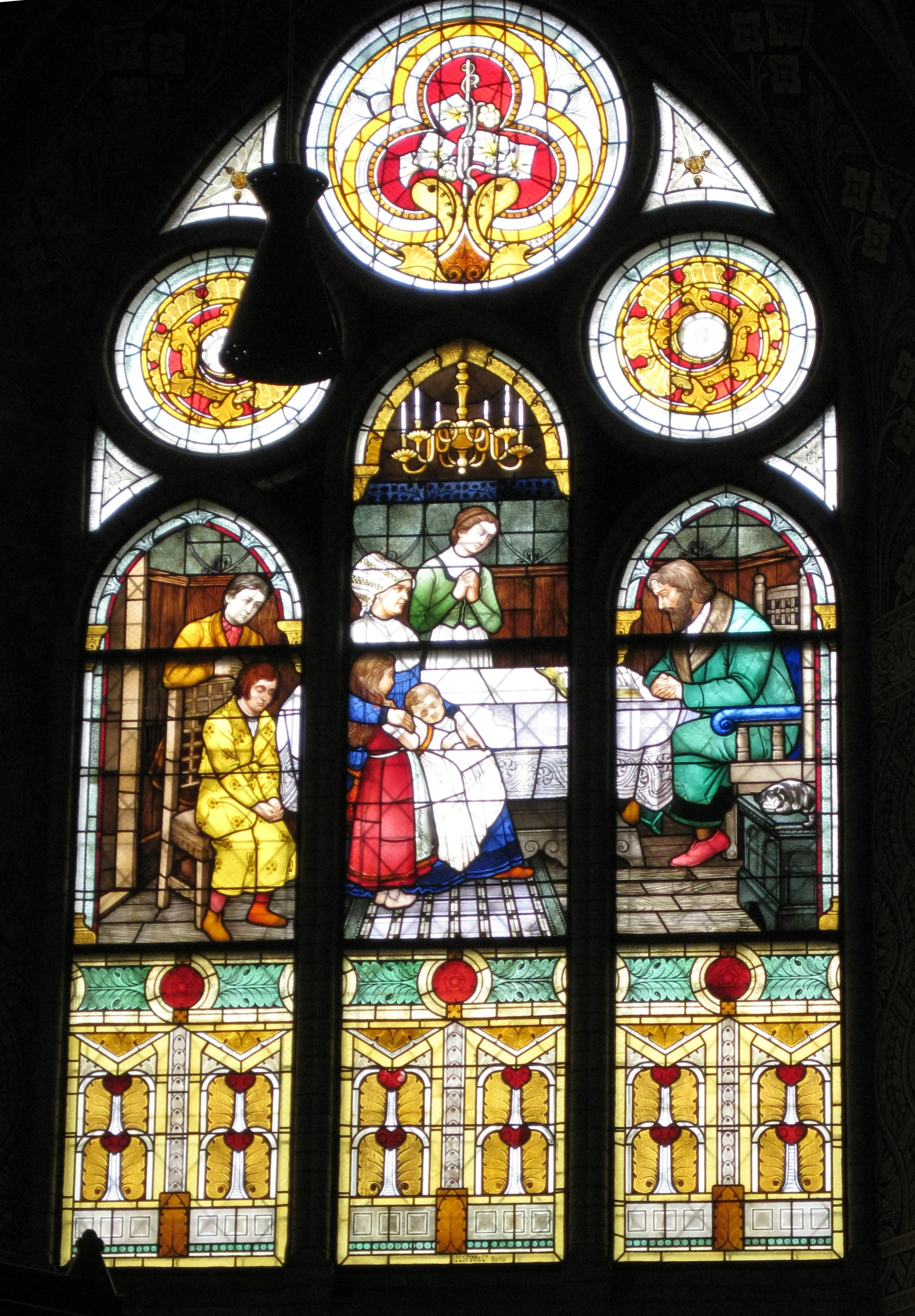
Kirchenfenster: Hausandacht

Neugotik ist der Architekturstil im Äußeren der Brüderkirche, Formen der Neuromanik und des Jugendstils sind beigemischt.

### Innenraum und Ausstattung
Das Innere ist mit weißem Backstein verblendet und die Wände sind mit Ornamenten des Mittelalters und des Jugendstils kleinteilig ausgemalt. Erhellt wird der Kirchenraum durch farbige Glasfenster. Der Altarraum erhält sein Licht von drei Rosettenfenstern. Darunter befinden sich drei große Bilder. Die Wandbilder rechts und links des Altarraumes stellen Mose und Johannes den Täufer dar. In der Raumgestaltung präsentiert sich die Predigtkirche als Rotunde, bei der der Besucher von jedem Platz freien Blick auf Altar und Kanzel hat. Dies ermöglicht die Ausstattung der Kirche mit geschweiften Kirchenbänken im Schiff und nach oben ansteigenden Sitzen auf den Emporen.
Der reich verzierte Altar im neogotischen Stil besteht aus französischem Kalkstein. Seinen Mittelpunkt bildet ein Relief des Heiligen Abendmahls, darüber befindet sich ein großes giebelbekröntes Altarretabel. Seitlich stehen Figuren der Evangelisten Matthäus, Markus, Lukas und Johannes. Die Kanzel aus dunklem Eichenholz mit filigranen Verzierungen zeigt das Haupt Christi. Der Altar geht auf einen Entwurf des Berliner Architekten Richard Schirmer zurück. Wie die übrigen Skulpturen und Reliefs der Kirche wurde er vom Berliner Bildhauer Richard Grüttner gefertigt. Gegenüber der Kanzel befindet sich der Betstuhl für den Herzog. In der Mitte des Gewölbes ist ein großes Lichterkreuz, umgeben von einem Bild mit acht Engeln. An beiden Seitenemporen befinden sich dreiteilige große Bleiglasfenster. Auf beiden Seiten bildet den Mittelpunkt je ein Ereignis aus dem Neuen Testament. Die dreiteiligen Fenster bei der Orgelempore zeigen auf der Nordseite Martin Luther und ihm zur Seite Paul Gerhardt und Johann Sebastian Bach. Auf den Fenstern gegenüber ist der Schwedenkönig Gustav Adolf II. dargestellt. Auf seiner linken Seite befindet sich das Wappen des einstigen Altenburgischen Fürstenhauses, rechts das von Altenburg. Die Entwürfe sämtlicher Glasfenster stammen von Paul Gathemann.

## Orgel

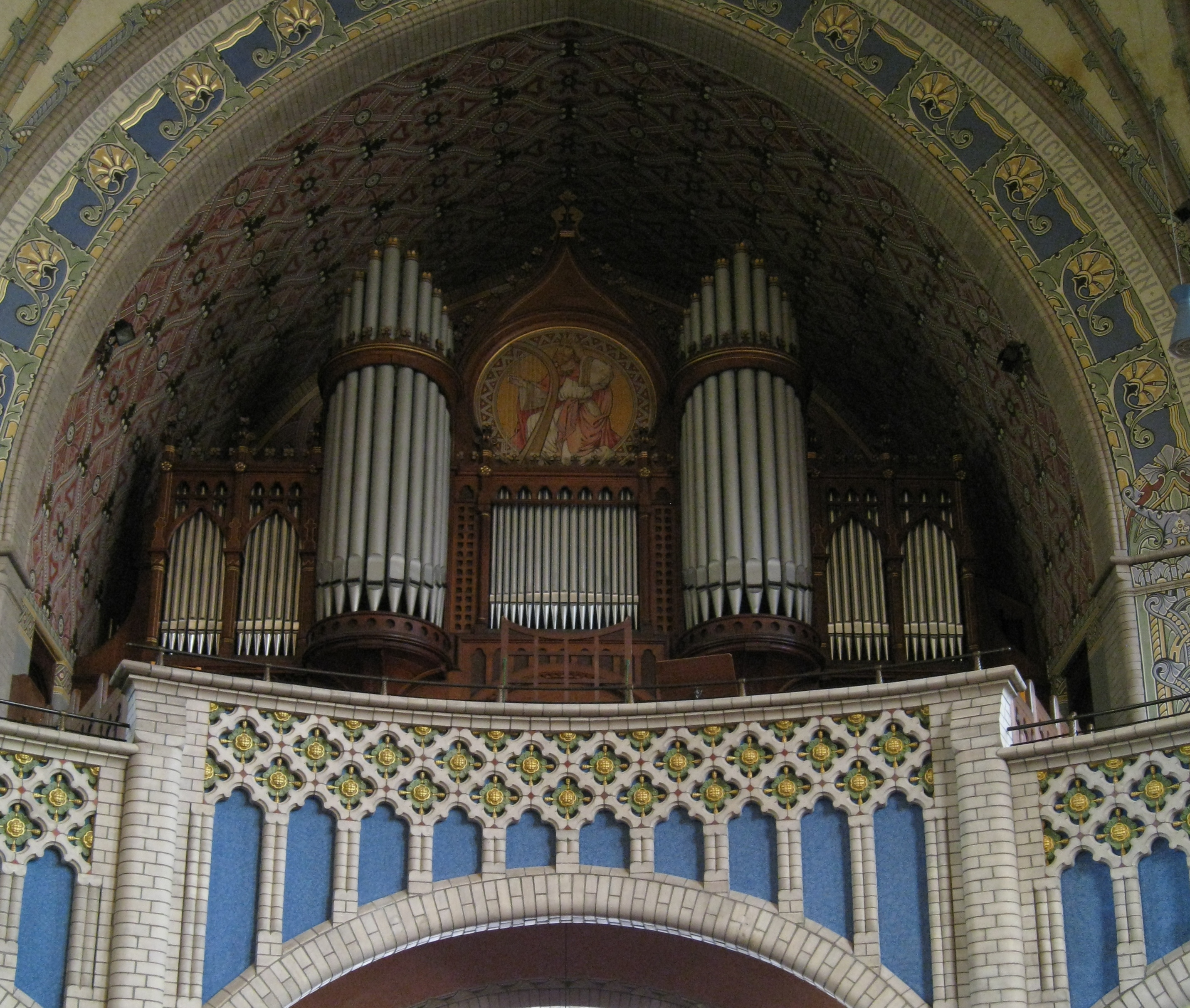
Altenburg Brüderkirche Orgel

Mit dem Abbruch der alten Brüderkirche 1901 erfolgte auch der Abbau der Orgel von 1859. Die Orgel der neuen Brüderkirche baute 1905 die Firma Wilhelm Sauer mit drei Manualen und Pedal. In 48 Registern erklingen 3371 Pfeifen. 1925 wurden die im Ersten Weltkrieg für Kriegszwecke beschlagnahmten Prospektpfeifen aus Zinn durch solche aus Zink ersetzt. 1927–1937 und 1943 erfolgten Umdisponierungen. Seit 1990 wird die Orgel nach und nach wieder in den Zustand von 1905 versetzt und ausgebaut. Aktuell befinden sich das Pedal, Manual 1 (Hauptwerk) und Manual 2 (Schwellwerk 1) wieder im originalen Zustand.
| I Hauptwerk C–a''' |                   |     |
| 01.                | Principal         | 16′ |
| 02.                | Principal         | 08′ |
| 03.                | Gedeckt           | 08′ |
| 04.                | Gemshorn          | 08′ |
| 05.                | Flüte             | 08′ |
| 06.                | Gamba             | 08′ |
| 07.                | Doppelflöte       | 08′ |
| 08.                | Oktave            | 04′ |
| 09.                | Gemshorn          | 04′ |
| 10.                | Rohrflöte         | 04′ |
| 11.                | Rauschquinte II 0 |     |
| 12.                | Cornett III-IV    |     |
| 13.                | Mixtur IV         |     |
| 14.                | Fagott            | 16′ |
| 15.                | Trompete          | 08′ |

| II Schwellwerk C–a''' |                  |     |
| 16.                   | Bordun           | 16′ |
| 17.                   | Principal        | 08′ |
| 18.                   | Quintatön        | 08′ |
| 19.                   | Salicional       | 08′ |
| 20.                   | Conzertflöte     | 08′ |
| 21.                   | Rohrflöte        | 08′ |
| 22.                   | Oktave           | 04′ |
| 23.                   | Traversflöte     | 04′ |
| 24.                   | Piccolo          | 02′ |
| 25.                   | Sesquialter II 0 |     |
| 26.                   | Mixtur IV        |     |
| 27.                   | Schalmei         | 08′ |
| 28.                   | Oboe             | 08′ |
|                       | Tremulant        |     |

| III Schwellpositiv C–a''' |                    |        |
| 29.                       | Quintatön          | 16′    |
| 30.                       | Lieblich Gedeckt 0 | 08′    |
| 31.                       | Spitzflöte         | 08′    |
| 32.                       | Singprincipal      | 04′    |
| 33.                       | Fernflöte          | 04′    |
| 34.                       | Quinte             | 2 ⁄3′  |
| 35.                       | Oktave             | 02′    |
| 36.                       | Flautino           | 02′    |
| 37.                       | Terz               | 1 3⁄5′ |
| 38.                       | Superoctave        | 01′    |
| 39.                       | Scharff V          |        |
| 40.                       | Krummhorn          | 08′    |
|                           | Tremulant          |        |

| Pedal C–f' |             |     |
| 41.        | Untersatz 0 | 32′ |
| 42.        | Principal   | 16′ |
| 43.        | Violon      | 16′ |
| 44.        | Subbaß      | 16′ |
| 45.        | Oktave      | 08′ |
| 46.        | Bassflöte   | 08′ |
| 47.        | Cello       | 08′ |
| 48.        | Oktave      | 04′ |
| 49.        | Posaune     | 16′ |
| 50.        | Trompete    | 08′ |

- Koppeln: II/I, III/I, III/II, I/P, II/P, III/P, Super II/P, Super I/I
- Spielhilfen: zwei feste Kombinationen (f, Tutti), drei freie Kombinationen, Walze

## Glocken
Seit 1529 dienten die zwei Glocken des Nikolaiturmes der alten Brüderkirche als Geläut, da diese als Franziskanerkirche keinen Glockenturm besitzen durfte. Die kleinere Glocke ist bis heute erhalten geblieben, die größere von 1684 wurde im Ersten Weltkrieg eingeschmolzen. Die vier Glocken der neuen Brüderkirche wurden 1903 in einer Glockengießerei in Apolda gegossen. Im Kriegsjahr 1917 wurde das bronzene Dreier-Geläut abgeliefert. Drei neu gegossene Glocken wurden 1921 geweiht.
Auch im Zweiten Weltkrieg mussten die vier Glocken für Kriegszwecke abgeliefert werden. Nach dem Krieg wurde 1946 aus der wiedergefundenen großen Glocke der Brüderkirche in Apolda ein Dreier-Geläut gegossen. 2019 konnte eine vierte Glocke als größte neu gegossen und damit die ursprüngliche Größe des Geläuts wiederhergestellt werden.
| Glocke                | Schlagton | Gussjahr | Gießer, Gussort                      | Masse    | Durchmesser | Inschrift                                               |
| --------------------- | --------- | -------- | ------------------------------------ | -------- | ----------- | ------------------------------------------------------- |
| Friedensglocke        |           | 2019     | Glockengießerei Bachert, Neunkirchen | 2.400 kg |             | + Dona Nobis Pacem + ((Herr, gib uns Frieden))          |
| Große Bronzeglocke    | cis       | 1946     | Franz Schilling, Apolda              | 1.938 kg | 1420 mm     | + Gloria in excelsis Deo! + (Ehre sei Gott in der Höhe) |
| Mittlere Bronzeglocke | e         | 1946     | Franz Schilling, Apolda              | 913 kg   | 1180 mm     | + Wir predigen den gekreuzigten Christus! + (Kor. 1,23) |
| Kleine Bronzeglocke   | fis       | 1946     | Franz Schilling, Apolda              | 605 kg   | 1050 mm     | + Siehe, ich mache alles neu! + (Offb. 21,5)            |

Das erste Glockenspiel von 1907 mit 16 Bronzeglocken erklang dreimal täglich, bis es 1942 mit den anderen Glocken für Kriegszwecke abgebaut werden musste. 1996 konnte das neue Glockenspiel aus zwölf Glocken erstmals wieder erklingen.

## Reparaturen
In den Kriegsjahren 1939–1945 und danach bis 1978 wurden kaum Reparaturen an der Brüderkirche ausgeführt. Am Dach und an der Turmdeckung entstanden große Schäden. Über viele Jahre hinweg regnete es in die Kirche hinein. Für die Finanzierung der Reparaturen gab es keinen offiziellen Geldgeber, die Reparaturen konnten nur aus Spenden der Brüderkirchgemeinde bezahlt werden. Die 1979 begonnenen Arbeiten gingen nur sehr langsam voran, da die Gemeinde wenig Bauhandwerkerkapazität vom Kreis zugeteilt bekam. Erst 1984 war das Turmdach neu gedeckt. 1986 wurde das Giebelmosaik restauriert und mit der Erneuerung der Ausmalung im Kircheninneren wurde begonnen. 1992/93 wurde die Jugendstil-Freitreppe rekonstruiert, 1996–1998 wurde das Kirchendach mit Schiefer eingedeckt. Eine elektrische Heizung gibt es seit 1998.